# Dendrelaphis underwoodi
Espèce
Statut de conservation UICN

 DD  : Données insuffisantes
Dendrelaphis underwoodi est une espèce de serpents de la famille des Colubridae.

## Répartition
Cette espèce est endémique de Java en Indonésie.

## Description
Dendrelaphis underwoodi est un serpent arboricole diurne qui mesure de 55 à 90 cm.

## Étymologie
Son nom d'espèce lui a été donné en l'honneur de Garth Underwood (1919-2002).

## Publication originale
- van Rooijen & Vogel, 2008 : A new species of Dendrelaphis (Serpentes: Colubridae) from Java, Indonesia. The Raffles Bulletin of Zoology, vol. 56, n. 1, p. 189-197 (texte intégral).